# نوروراپامیل
نوروراپامیل (به انگلیسی: Norverapamil) با فرمول شیمیایی C۲۶H۳۶N۲O۴ یک داروی بلوک‌کننده کانال کلسیم با شناسه پاب‌کم ۱۰۴۹۷۲ است؛ که جرم مولی آن ۴۴۰٫۵۷۵۰۴ g/mol می‌باشد.